# زنبق‌های سیبریایی
زنبق‌های سیبریایی (نام علمی: Iris ser. Sibiricae) نام یک زنجیره از زیرسرده زنبق‌های دریاچه‌ای است.